# 엘로이즈 (영화)
《엘로이즈》(영어: Eloise)는 미국에서 제작한 2016년 공포 스릴러 영화이다. 아카데미 시각효과상을 세 번 수상한 시각 효과 전문가 로버트 러가토의 첫 영화 연출작이다. 일라이자 두슈쿠, 로버트 패트릭, 체이스 크로퍼드 등이 출연하였다.

## 줄거리
1982년. 대형 정신 병원 엘로이즈에 대화재가 일어나면서 많은 직원과 환자가 사망하고 대다수 병동이 폐쇄된다. 뉴스는 H. H. 그라이스 의사도 사망하였다고 전한다. 공포 대상을 끝없이 마주하게 하던 그라이스의 유별난 치료법 때문에 병원을 둘러싸고 흉흉한 소문이 돈다.
현재. 성인 제이컵은 자신을 소년원에 들어가게 내버려뒀던 아버지와 사이가 소원하다. 어느 날 제이컵은 아버지가 자살하셨다는 연락을 받는다. 변호사는 제이컵에게 단독 상속인으로 인정을 받으려면 1960년대에 엘로이즈에 입원한 뒤 죽은 것으로 여겨지는 고모 제너비브 마틴의 공식 사망 진단서를 받아내야만 한다고 고지한다. 이에 제이컵은 현재 일부 병동을 운영 중인 엘로이즈를 찾는다.
그러나 이는 법원 명령이 있어야 확인할 수 있는 자료이며 정식 절차를 밟으면 반 년이 넘게 걸린다는 말에 제이컵은 급전이 필요한 절친 델과 밤에 몰래 폐쇄된 옛 엘로이즈 병동에 들어가기로 한다. 어머니가 엘로이즈 간호사였다는 이유로 엘로이즈에 지나치게 집착하는 스콧과 그를 돌보는 여동생 피아가 이들의 길잡이가 된다.
도중 우연히 델의 주머니에서 델이 제이컵 아버지 집에서 훔쳤던 회중시계가 떨어지고, 이를 기점으로 현재와 과거가 중첩된다. 과거 병원 직원들이 현재 시간대에 악몽처럼 출몰하는가 하면 아예 과거 시간대에 붙들려 환자로 여겨지고 고문을 당하면서 이중으로 괴로움을 겪는 가운데 델과 스콧이 먼저 사망한다.
과거 시간대에서 그라이스는 제이컵을 폐소공포증 환자로 분류한 뒤 관과 유사한 공간에 감금한다. 선예공포증(aichmophobia) 진단을 받은 피아는 피가 터져나올 정도로 주사를 맞는다. 도망친 피아는 제이컵을 꺼내주고, 둘은 함께 탈출을 모색한다.
도중 제이컵은 제너비브 마틴의 병실을 발견하고, 그녀가 실은 고모가 아니라 친어머니라는 걸 알게 된다. 이날은 과거 제너비브 마틴이 그라이스에게 성폭행을 당해 제이컵 자신을 낳은 날인 동시에 병원에 대화재가 발생했던 날인 것이다. 한편 피아는 제너비브 마틴 담당 간호사의 어린 딸 피아가 바로 자기 자신이라는 걸 깨닫는다.
간호사는 갓 태어난 제이컵을 상자에 넣고 어린 피아를 시켜 후에 제이컵이 아버지로 알고 자라게 되는 제이컵의 외삼촌에게 몰래 전달한다. 그 시각 성인 제이컵은 엘로이즈에 불을 지른다. 혼란을 틈타 성인 피아는 무사히 엘로이즈를 빠져나오지만 성인 제이컵은 다시 건물 안으로 끌려 들어간다. 그 순간 과거와 현재가 분리되어 성인 피아는 현재로 돌아오고 성인 제이컵은 과거에 묶이고 만다.
한 형사가 정신 병원에 입원한 피아를 찾아온다. 형사는 피아가 주장하는 대로 델과 스콧의 시체는 폐쇄된 병동에서 발견됐으나 제이컵은 흔적조차 없었다고 전한다. 형사는 대신 옛 엘로이즈 환자 파일에서 제이컵의 출생 증명서와 델, 피아, 스콧의 초상화를 찾아냈다고 말한다. 어찌된 영문인지 아냐며 설명을 부탁하는 형사에게 피아는 아무 말도 하지 않는다.

## 출연
- 일라이자 두슈쿠 - 피아 카터 역
- 로버트 패트릭 - 의사 H. H. 그라이스 역
- 체이스 크로퍼드 - 제이컵 마틴 역
- 브랜던 T. 잭슨 - 델 리처즈 역
- 니콜 포레스터 - 제너비브 마틴 역
- P. J. 번 - 스콧 카터 역
- 마틴 클레바 - 정신병 환자 역

## 제작
미시간주 웨스틀랜드에 위치한 옛 엘로이즈 정신 병원 건물에서 촬영 대다수가 이루어졌다.